# Philippe Van Parijs

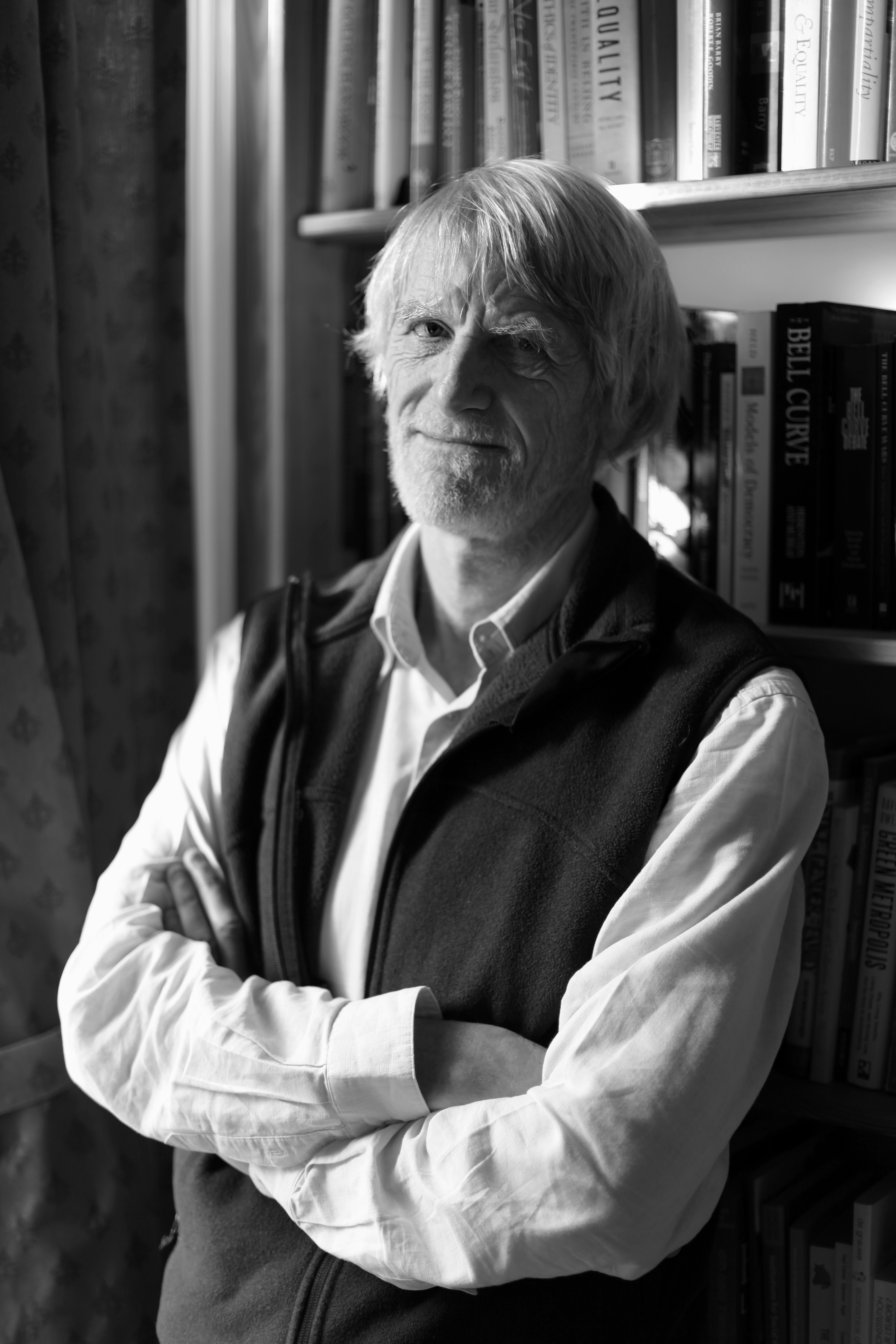
Philippe Van Parijs

Philippe Van Parijs (* 23. Mai 1951 in Brüssel) ist ein belgischer Philosoph und Ökonom.

## Leben
Er studierte Philosophie, politische Ökonomie, Soziologie, Recht und Linguistik und erwarb den Doktorgrad der Philosophie in Oxford. Als Professor leitete er den Hoover-Lehrstuhl für Ökonomie und Sozialethik an der Université catholique de Louvain in Belgien und hatte eine Gastprofessur für Philosophie an der Harvard-Universität.

## Positionen

### Bedingungsloses Grundeinkommen
Van Parijs wurde bekannt durch sein Eintreten für ein Bedingungsloses Grundeinkommen und seine akademischen Arbeiten zu diesem Thema. Im Jahre 1986 gründete er das Basic Income Earth Network (BIEN, deutsch: weltweites Netzwerk Grundeinkommen, ehemals Basic Income European Network), dessen Sekretär er auch war. Er ist Mitglied im Wissenschaftlichen Beirat des Netzwerk Grundeinkommen, der deutschen Organisation im BIEN.
Bedeutende Werke, die die internationale Diskussion um ein Grundeinkommen geprägt haben, sind Arguing for Basic Income. Ethical foundations for a radical reform (Lit.: Van Parijs, 1992) und Real Freedom for All: What (if anything) can justify capitalism? (Lit.: Van Parijs, 1995)

### Sprachengerechtigkeit und Sprachsteuer
Ein weiterer Vorschlag Van Parijs' ist die Sprachsteuer, wonach das Land oder die Länder, deren Sprache sich als Lingua franca durchgesetzt hat, eine Unterstützung an alle anderen Länder zur Ausbildung in dieser Sprache zahlen sollte. Er sieht dies aber selbst als unrealistisch an.

## Auszeichnungen
2001 wurde Van Parijs der Francqui-Preis, die höchste belgische akademische Auszeichnung, verliehen. 2006 wurde er zum korrespondierenden Mitglied der British Academy gewählt. Die Königliche Akademie der Wissenschaften und Schönen Künste von Belgien nahm ihn 2007 als ordentliches Mitglied auf. Er ist Mitglied der Europäischen Akademie der Wissenschaften und Künste in Salzburg.